# ساغوتية
السَّاغوتية أو شجرة السَّاغو أو نخل النشا أو نخل السَّاغو أو النخل الهندي أو الساغونية هو نوع من النخيل موطنه جنوب شرق آسية الاستوائية. الشجرة هي مصدر رئيسي لنشا الساغو.